# بيكار (مدينة)
بيكار (بالإسبانية: Béccar)‏ هي منطقة سكنية تقع في الأرجنتين في San Isidro Partido.[بحاجة لمصدر] يقدر عدد سكانها بـ 58,811 نسمة وترتفع عن سطح البحر 11 متر.

## أعلام
- خوان خوسيه أرانغورين
- ألبيرتو بالميتا
- توماس مارتينيز